# Listă de partide politice progresiste

## Partide progresiste

### A
- Alternativa (Danemarca)
- Actúa
- Articolul Unu (Articolo Uno)

### D
- Democrația Directă (Polonia)
- Democrații (Croația)

### I
- Inițiativa Feministă (Polonia)
- Inite

### Î
- Împreună pentru Serbia

### P
- Partidul Democrației și Solidarității
- Partidul Libertate, Unitate și Solidaritate
- Partidul Progresist (Serbia)
- PRO România Social Liberal
- Partidul Social Românesc
- Partidul Verde (România)
- Partidul Verde (Polonia)
- Partidul Verde Ecologist

### U
- Uniunea Salvați România
- Uniune, Progres și Democrație (Unión Progreso y Democracia)
- Uniunea Muncitorilor